# Orbilia antenorea
Orbilia antenorea är en svampart som först beskrevs av Pier Andrea Saccardo, och fick sitt nu gällande namn av Pier Andrea Saccardo 1889. Orbilia antenorea ingår i släktet Orbilia och familjen vaxskålar.   Inga underarter finns listade i Catalogue of Life.